# Cuadriaceleración
En teoría de la relatividad, la cuadriaceleración es un cuadrivector que define la tasa de cambio de cuadrivelocidad a lo largo del tiempo propio de la partícula.

## Relatividad especial
En la teoría especial la cuadriaceleración se define simplemente como:

{\displaystyle \mathbf {A} ={\frac {d\mathbf {U} }{d\tau }}=\left(\gamma _{u}{\dot {\gamma }}_{u}c,\gamma _{u}^{2}\mathbf {a} +\gamma _{u}{\dot {\gamma }}_{u}\mathbf {u} \right)=\left(\gamma _{u}^{4}{\frac {(\mathbf {a} \cdot \mathbf {u} )}{c}},\gamma _{u}^{2}\mathbf {a} +\gamma _{u}^{4}{\frac {\left(\mathbf {a} \cdot \mathbf {u} \right)}{c^{2}}}\mathbf {u} \right)},

Donde
{\displaystyle \mathbf {a} ={d\mathbf {u}  \over dt}}
{\displaystyle {\dot {\gamma }}_{u}={\frac {\mathbf {a\cdot u} }{c^{2}}}\gamma _{u}^{3}}
{\displaystyle \gamma _{u}={\frac {1}{\sqrt {1-{\frac {u^{2}}{c^{2}}}}}}} es el factor de Lorentz para la velocidad {\displaystyle u}. Un punto sobre una variable indica una derivada respecto a la coordenada temporal en un determinado sistema de referencia, no el tiempo propio{\displaystyle \tau }.
En un sistema de referencia comóvil e inercial {\displaystyle \scriptstyle \mathbf {u} =0}, {\displaystyle \scriptstyle \gamma _{u}=1} y {\displaystyle \scriptstyle {\dot {\gamma }}_{u}=0}, por lo que en dicho sistema {\displaystyle \scriptstyle \mathbf {A} =\left(0,\mathbf {a} \right)}. Por tanto, la magnitud de la cuadriacleración (que resulta ser un escalar invariante) es igual a la aceleración propia que dicha partida "siente" moviéndose a lo largo de su línea de universo. Las líneas de universo que tienen una medida constante de la cuadriacleración son los "círculos de Minkowski", es decir, las hipérbolas del movimiento rectilíneo uniformemente acelerado relativista. 
Una propiedad interesante de la cuadriaceleración de una partícula es que el "producto escalar" con la cuadrivelocidad de la partícula es siempre cero:

{\displaystyle \mathbf {A} \cdot \mathbf {U} =\eta _{\alpha \beta }A^{\alpha }U^{\beta }=0}

Otra propiedad que consitituye una ventaja del uso de la cuadriaceleración sobre la aceleración es que incluso a velocidades importantes comparadas con la luz, la cuadriacleración se relaciona con la cuadrifuerza mediante la sencilla relación:

{\displaystyle \mathbf {F} =m\mathbf {A} ,\qquad F^{\mu }=mA^{\mu }}

donde m es la masa en reposo de la partícula.

## Relatividad general
En  teoría general la cuadriaceleración se define a partir de la derivada covariante de la cuadrivelocidad:

{\displaystyle A^{\lambda }:={\frac {DU^{\lambda }}{D\tau }}={\frac {dU^{\lambda }}{d\tau }}+\Gamma ^{\lambda }{}_{\mu \nu }U^{\mu }U^{\nu },\qquad U^{\lambda }={\frac {dx^{\lambda }}{d\tau }}}

Esta relación se cumple también en la teoría especial, cuando se usan coordenadas curvilíneas y, por tanto, también en el caso de sistemas de referencia no inerciales. Cuando la cuadrifuerza es cero como en el caso de una partícula libre o dentro de un campo gravitatorio sin ninguna otra fuerza, la forma relativista de la segunda ley de Newton se reduce a la ecuación de una geodésica:

{\displaystyle {\cfrac {d^{2}x^{\mu }}{ds^{2}}}+\sum _{\sigma ,\nu }\Gamma _{\sigma \nu }^{\mu }{\cfrac {dx^{\sigma }}{ds}}{\cfrac {dx^{\nu }}{ds}}=0}

Donde:
{\displaystyle x^{\mu }\,} son las coordenadas de posición de la partícula.
{\displaystyle s=c\tau \,} el parámetro de arco, que es proporcional al tiempo propio de la partícula.
{\displaystyle \Gamma _{\sigma \nu }^{\mu }\,} son los símbolos de Christoffel correspondientes a la métrica del espacio-tiempo.